# Вовчанск
Вовчанск (укр. Вовчанськ) градић је у Украјини, у Харковској области. Према процени из 2012. у граду је живело 19.114 становника.

## Становништво
Према процени, у граду је 2012. живело 19.114 становника.
| 1979.  | 1989.  | 2001.  | 2012.  |
| ------ | ------ | ------ | ------ |
| 24.375 | 24.350 | 20.695 | 19.114 |